# Tecnológico de Antioquia
Die Tecnológico de Antioquia ist eine Hochschule in Medellín (Kolumbien). und bietet Ausbildungen und Schulungen in technischen Berufen an.
Der Sitz ist im Ortsteil Robledo von Medellín. Die Gründung erfolgte im März 1983. 
Der Campus hat eine Fläche von 38.000 Quadratmetern, umgeben von mehr als 13.000 Quadratmeter Grünflächen. Es existieren akademische und administrative Gebäude, Bibliothek, ein Computer-Bereich, Labore, eine überdachte Arena, Sporthalle mit Schwimmbad, einen Fußballplatz und andere Sportanlagen sowie Cafés und Parks. 2010 hatte die Hochschule über 13.000 Studierende.

## Fakultäten
Es gibt fünf Fakultäten: 
- Erziehungs- und Sozialwissenschaften,
- Forensik und Gesundheit,
- Informatik,
- Management und
- Geowissenschaften und Umwelt.